# Видеореклама
Видеореклама — форма рекламы, размещаемой в сети интернет, направленная на создание имиджа компании, продвижение услуг или товаров, предоставление информации с целью повышения продаж.
Видеореклама включает в себя онлайн-рекламу, содержащую видео, но, по распространённому мнению, термин относится к рекламе, которая появляется до, во время и/или после видеопотока в Интернете, а также в рамках программных размещений на сайтах издателей.
В этом случае используются рекламные блоки в начале, середине и конце ролика, и все эти рекламные блоки подобны традиционной рекламе, которая показывается по телевидению, хотя часто они «сокращаются», чтобы получить более короткую, по сравнению с аналогом, показываемым по телевизору версию.
В то же время, постепенно расширяется практика публикации на видеохостингах и сайтах рекламодателей отдельных рекламных видеороликов, которые интегрируются напрямую в веб-контент, а не в другое видео.

## Этапы истории видеорекламы
Первая видеореклама была телевизионной, лишь после появления и развития интернета, она появилась на сайтах, поэтому предложим некоторые даты и из истории телерекламы.
- 1939 год — первая телереклама в США, рекламодатели за нее даже не заплатили,
- 1941 год — телереклама в США стала платной,
- 1948 год — появление мультипликационных героев в телерекламе в США,
  - 1964 год — первая телереклама в СССР: был снят ролик о кукурузе в стиле мюзикла,
- 1984 год — первый конкурс телерекламы в СССР.

В 1991 году интернет стал общедоступным, а в 2005 году появился YouTube.
- 2007 год — появление рекламы на YouTube[1],
- 2013 год — появиление видеорекламы на Facebook и Instagram[2],
- 2014 год — появление видеорекламы в Twitter[3],
- 2015 год — появление видеорекламы в Tinder и во Вконтакте[4].

## Современное состояние видеорекламы в интернете
На конференции в Финиксе (США) Code Conference 2019 было отмечено, что количество просмотров интернет-ресурсов превысило просмотры телевидения в США. При этом в самой Сети происходит вытеснение текстовых форм сообщений. Так, в Twitter более 50 % твитов содержат видео, фото, растет количество пользователей YouTube и Instagram, набирают популярность подкасты.
Из этого можно сделать вывод, что видеореклама тоже должна быть востребована. Вот какие данные по России предоставляют исследователи:
- В 2018 году рынок видеорекламы в России составлял 7,9 млрд рублей[6] . В тот же год «Журналист» писал, что производство видеорекламы стало дешевле, а аудитория увеличилась[7]. По данным Mediascope объем in-stream видеорекламы на десктопе в Рунете в январе-сентябре 2018 года по сравнению с аналогичным периодом 2017 года вырос более чем на 40 %[8].
- По исследованию ВЦИОМ 2019 года «Люди в цифре: эпоха постправды Архивная копия от 7 декабря 2019 на Wayback Machine», 42 % смотрят видео в интернете.

## Виды видеорекламы в интернете
1. pre-roll (показывается перед основного видео),
2. mid-roll (показывается в середине просмотра основного видео),
3. pause-roll (реклама включается при остановке основного видео),
4. post-roll (реклама показывается после просмотра основного видео),
5. multi-roll (реклама, сочетающая pre-, post- и mid-roll),
6. wow-roll (анимация, которая выходит за границы плеера),
7. overlay (проигрывается во время ролика),
8. top-line (реклама находится в верхней части экрана),
9. in-stream (рекламу можно пропустить через пять секунд),
10. out-stream (рекламный ролик без звука, который пользователь может включить, если захочет),
11. fullscreen (рекламный ролик, который сам растягивается на весь экран на несколько секунд),
12. bumper ads (шестисекундные ролики, составленные из лучших отрывков длинной рекламы, без возможности пропустить их),
13. Native Video Seeding (ролики, которые должен запускать пользователь),
14. Rewarded Video (пользователь получает что-нибудь за просмотр),
15. видео 360º (рекламный ролик в формате виртуальной реальности),
16. интерактивное видео (с действующими в самом ролике ссылками, например, в Instagram),
17. вертикальная реклама (адаптированный формат ролика для мобильных устройств на YouTube)[9].

### Альтернативное деление видеорекламы
Обучающее видео — обучающие ролики создаются с целью не только предоставить определённую информацию о товаре или услуге, но и закрепить позиции на рынке, продемонстрировав насколько та или иная продукция доступна в применении. Зачастую используются приёмы инфографики, применяются трёхмерные модели для большей наглядности, либо привлекаются актёры, демонстрирующие или поясняющие, как пользоваться товаром. Данный жанр широко распространён в области бытовой, садовой техники.
Обучающие видео считаются наименее ресурсоёмкими среди видеорекламы, поскольку не требуют больших затрат на постановку, режиссуру, обработку записи.
Имиджевое видео — нацелено на предоставление той или иной информации, однако основной задачей роликов этого жанра является формирование репутации компании. Главной задачей этого видео является отражение наиболее выгодных, исключительных сторон, компании, которые могут послужить повышению лояльности клиентов.
Данный тип видеорекламы требует больших финансовых затрат, чем обучающее видео.
Немаловажна и информативная составляющая этого типа рекламы, возможные вариации:
- Проморолики;
- Интервью с экспертами;
- Видеоотчёты и др.

Рекламное видео — непосредственная реклама товара или услуги. Компания, как правило, предоставляет гарантии, делает предложения, демонстрирует актуальность. Весомой составляющей рекламного видео является установка на развлекательность, апелляция к ассоциативным механизмам сознания потребителя.
Вирусное видео — одна из самых эффективных платформ внедрения товара или услуги. Особенностью вирусного видео является добровольное распространение ролика между пользователями интернета. Для включения этого механизма создатели вирусного видео, как правило, спекулируют на эмоциях потребителя. Вирусное видео зачастую провокационно, что приводит потенциального клиента к моментальному отклику и потребности «поделиться».

## Плюсы видеорекламы в интернете
- Возможность таргетинга,
- Прозрачная аналитика по просмотрам и кликам,
- Интерактивность[10],
- Множество форматов.

Частой отличительной чертой видеорекламы в интернете является диалогичность во взаимодействии между компанией, размещающей рекламу, и аудиторией, просмотревшей рекламный видеоролик. В связи с тем, что видеореклама зачастую размещается на популярных видеохостингах, таких как YouTube, Vimeo и др., аудитория получает возможность оставлять отзывы и формировать свой собственный рейтинг видео. Представители компании получают в свою очередь информацию о количестве просмотров записи, географическую статистику — место проживания зрителей, статистику просмотров по дням.
Эти данные позволяют оценивать эффективность рекламной деятельности, давать прогнозы о конверсии. Также популярность видеорекламы в интернете обусловлена низкой ценой на размещение того или иного ролика. 

## Минусы видеорекламы в интернете
- Цена: видеореклама дорогая[11],
- Навязчивость[11],
- Невозможность проследить прямое влияние видеорекламы на покупки[12],
- Видеореклама генерирует лишь 5 % ROI (для сравнения: email-marketing — 59 %)[13],
- Невозможность предварительно указать точное количество людей, которые просмотрят рекламу[14],
- Рекламный ролик на YouTube может попасть на видео с «тяжелым контентом»[15].
- Странный процент (14,65 %) в законодательстве допускающий отклонение от реальности в видеоролике, придуманный из головы малоизвестного менеджера из Москвы.

## Конфликты рекламодателей с YouTube
- В марте 2017 года многие рекламодатели устроили бойкот YouTube из-за того, что их реклама попадала на ролики, пропагандирующие антисемитизм и терроризм. Google расширила штат модераторов и добавила поле «одобренный канал», это каналы с хорошим контентом. После этого через год на видеохостинг вернулся один из крупнейших рекламодателей — Procter&Gamble[16] .
- В 2017 году на YouTube выложили ролики с детским порно, тогда отказались от сотрудничества с видеохостингом Adidas, Mars и HP[17].
- В 2019 году на YouTube были выложены ролики с детским порно, из-за чего приостановили рекламные кампании Nestle, Disney, McDonald’s[18] .

Сейчас YouTube обновляют правила, чтобы и рекламодатели были довольны, и пользователи, ведь некоторые ролики «с запрещенным контентом» могут быть нужны для исследователей и организаций, борющихся против распространения ксенофобии.

## Критика рекламы вообще и видеорекламы в частности
Любая реклама подталкивает человека купить вещь, которая, возможно, ему не нужна вообще, поэтому реклама в целом неэтична. Считается, что реклама неотъемлемая часть консьюмеризма, потому что она провоцирует людей желать покупки вещи, о которой они не думали вообще, или которую они не думали покупать.
Некоторые считают неэтичным использование в рекламе гендерных или расовых стереотипов, а также использование сексуального подтекста и создания ощущения, что рекламируемый продукт легко приобрести.
Некоторые считают, что рекламный ролик создает впечатление, что продукт или услуга решат проблему и сделают жизнь счастливой. И это плохо.
Американский теоретик медиа Нил Постман предложил понятие «Медиаэкология». Этот термин значит, что медиа — это сфера, в которой развивается культура. То есть если раньше «медиа» означало «канал распространения информации», то сейчас «медиа» приравнивается к понятию «информационная среда». Видеореклама в такой среде является интеллектуальным мусором, потому что она препятствует просмотру основного контента, как бы загрязняет его.
По исследованию Hubspot 57 % людей раздражает видеореклама. Больше всего людям не нравится, что тяжело закрыть ролик и что часто они некачественные — они не несут никакого смысла помимо навязывания продукта или услуги, в них нет хорошего сюжета, они сняты кое-как. Особенно раздражает реклама на мобильных устройствах.

## Регулирование в России
Согласно законодательству РФ видеоролик обязан соответствовать действующим продуктам и/или акциям на момент выпуска, допускается упрощение/отклонение от действительности не более чем 14,65 %, процент вычисляется по площади экрана которое занимает отклонение от общей площади видеоролика (Федеральный закон от 13.03.2006 N 38-ФЗ (ред. от 02.08.2019) «О рекламе»).

### Научные статьи
- Нелинейное телесмотрение в контексте онлайн-видеопрактик Архивная копия от 2 апреля 2015 на Wayback Machine